# Uranophora albipuncta
Uranophora albipuncta là một loài bướm đêm thuộc phân họ Arctiinae, họ Erebidae.